# Juliane Frühwirt
Juliane Frühwirt (* 18. März 1998 in Gotha) ist eine deutsche Biathletin.

## Herkunft und Leben
Juliane Frühwirt stammt aus Tambach-Dietharz im Landkreis Gotha und wurde schon als kleines Kind von ihren Eltern mit auf Skitouren genommen. Im Alter von acht Jahren trat sie dem örtlichen Skiclub bei und fing mit systematischem Training an. 2012, im Alter von 14 Jahren, wechselte sie an das Skigymnasium Oberhof um Schulausbildung und gute Trainingsmöglichkeiten zu kombinieren. Nach bestandenem Abitur im Frühjahr 2017 zog sie nach Mittenwald um, um am dortigen Stützpunkt bei Bernhard Kröll zu trainieren.
Juliane Frühwirt war nach dem Abitur bis 2024, als sie ihren Kaderstatus verlor, Mitglied der Spitzensportförderung der Bundeszollverwaltung.

## Karriere
Juliane Frühwirt bestritt ihre ersten internationalen Biathlonrennen bei den Olympischen Jugend-Winterspielen 2016 in Lillehammer. Nach fehlerfreiem Schießen gewann sie mit dem Sprint ihr erstes Rennen, in der Mixedstaffel gewann sie gemeinsam mit Franziska Pfnür, Simon Groß und Danilo Riethmüller hinter der siegreichen Mannschaft aus Norwegen die Silbermedaille.
Im Herbst 2017 gewann sie in Ruhpolding bei den Deutschen Meisterschaften gemeinsam mit Luise Kummer und Marie Heinrich das Staffelrennen. Im Winter 2017/18 nahm sie zum ersten Mal an Rennen im IBU-Junior-Cup teil und erreichte in ihrer ersten Saison vier Top-10-Platzierungen. Beim Sprint in Nové Město na Moravě verfehlte sie als Vierte ihre erste Podiumsplatzierung um weniger als zwei Sekunden. Bei den Biathlon-Juniorenweltmeisterschaften 2018 in Otepää war sie weniger erfolgreich und erreichte in keinem Rennen eine Top-10-Platzierung. In der Saison 2018/19 stand sie im IBU-Junior-Cup im Mixedstaffelrennen im französischen Prémanon gemeinsam mit Max Barchewitz, Tim Grotian und Hanna-Michelle Hermann als Zweite zum ersten Mal auf dem Podium. In den beiden folgenden Tagen wurde sie zuerst im Sprint erneut Zweite und verbesserte sich – trotz sieben Schießfehlern – im Verfolgungsrennen um einen Rang und gewann ihr erstes Rennen im Junior-Cup. Direkt im Anschluss gewann sie bei den Biathlon-Juniorenweltmeisterschaften 2019 in Brezno-Osrblie nach Silber im Einzelwettkampf gemeinsam mit Franziska Pfnür und Hanna Kebinger Silber im Staffelrennen. Außerhalb der Juniorenrennen wurde sie zudem bei den Biathlon-Europameisterschaften 2019 in Minsk eingesetzt, wo sie die Ränge 24, 51 und 39 erreichte. Sie blieb zum Saisonfinale Teil der IBU-Cup-Mannschaft und wurde beim letzten Rennen der Saison, dem Sprint in Otepää hinter Chloé Chevalier und Janina Hettich Dritte und sicherte sich damit ihre erste Podiumsplatzierung im IBU-Cup. Zurück bei den Junioren nahm sie noch an den Biathlon-Junioreneuropameisterschaften 2019 teil. Nach Bronze in der Mixedstaffel gewann sie Bronze im Sprintrennen und Gold im Verfolgungsrennen.
Wie bereits zwei Jahre zuvor war Juliane Frühwirt bei den Deutschen Meisterschaften in Ruhpolding erneut erfolgreich und gewann gemeinsam mit Vanessa Voigt und Marie Heinrich die Bronzemedaille im Staffelrennen. Im Winter 2019/20 gehörte sie zum Saisonanfang zur deutschen Mannschaft im IBU-Cup, ein siebter Platz bei den Auftaktrennen im norwegischen Sjusjøen blieb jedoch ihre einzige Top-10-Platzierung des Winters. Bei den Biathlon-Juniorenweltmeisterschaften 2020 in der Lenzerheide wurde sie Achte im Einzelwettkampf, 18. im Sprint und Siebte in der Verfolgung. Im Staffelrennen verfehlte sie gemeinsam mit Franziska Pfnür, Sabrina Braun und Lisa Spark als Viertplatzierte knapp die Medaillenränge. Beim Junior-Cup in Bayerisch Eisenstein erreichte sie als Zweite erneut eine Podiumsplatzierung.

## Statistik

### Platzierungen im Biathlon-Weltcup
Die Tabelle zeigt alle Platzierungen (je nach Austragungsjahr einschließlich Olympische Spiele und Weltmeisterschaften).
- 1.–3. Platz: Anzahl der Podiumsplatzierungen
- Top 10: Anzahl der Platzierungen unter den ersten zehn (einschließlich Podium)
- Punkteränge: Anzahl der Platzierungen innerhalb der Punkteränge (einschließlich Podium und Top 10)
- Starts: Anzahl gelaufener Rennen in der jeweiligen Disziplin
- Staffel: inklusive Mixed- und Single-Mixed-Staffeln

| Platzierung               | Einzel | Sprint | Verfolgung | Massenstart | Staffel | Gesamt |
| ------------------------- | ------ | ------ | ---------- | ----------- | ------- | ------ |
| 1. Platz                  |        |        |            |             |         |        |
| 2. Platz                  |        |        |            |             |         |        |
| 3. Platz                  |        |        |            |             |         |        |
| Top 10                    |        |        |            |             |         |        |
| Punkteränge               | 2      | 1      | 1          |             |         | 4      |
| Starts                    | 4      | 4      | 2          |             |         | 10     |
| Stand: Saisonende 2023/24 |        |        |            |             |         |        |